# Iod(I)-fluorosulfonat
Iod(I)-fluorosulfonat, ISO3F ist eine chemische Verbindung aus der Gruppe der Fluorosulfonate mit dem Iod.

## Gewinnung und Darstellung
Iod(I)-fluorosulfonat kann wie die anderen Halogenfluorosulfonate aus Iod und Peroxydisulfuryldifluorid gewonnen werden.
{\displaystyle {\ce {I2 + S2O6F2 -> 2 ISO3F}}}

## Eigenschaften
Die Reaktion mit Iod bei 85 °C kann Iod(I)-fluorosulfat zu Triiodfluorosulfonat werden lassen.
{\displaystyle \mathrm {I_{2}+ISO_{3}F\ {\xrightarrow {85\,{}^{\circ }C}}\ I_{3}SO_{3}F} }
Bei einer Lösung in Tetrachlormethan entsteht dabei Iodchlorid, Peroxydisulfuryldifluorid und Phosgen.
{\displaystyle {\ce {2 ISO3F + CCl4 -> 2 ICl + S2O6F2 + COCl2}}}
Es kann aber auch anstatt Phosgen Kohlenstoffdioxid entstehen.
{\displaystyle {\ce {4 ISO3F + CCl4 -> 4 ICl + 2 S2O6F2 + CO2}}}